# Bercsényi László Ignác
Gróf székesi Bercsényi László Ignác (francia nyelvű formában: Ladislas Ignace de Bercheny,  (Eperjes, 1689. augusztus 3. – Luzancy, Franciaország, 1778. január 9.) Bercsényi Miklós és első felesége, homonnai Drugeth Krisztina fia, II. Rákóczi Ferenc testőrségének századosa, majd Franciaország marsallja.

## Pályafutása
Apja Rákóczi közeli harcostársa, hadvezére volt. László már 19 éves korában a fejedelem testőrségének századosa lett. A trencséni csatában különösen kitüntette magát, amikor megmentette a sebesült fejedelem életét.
A szabadságharc bukása után Franciaországba emigrált, ahol megőrizhette rangját, sőt 1712-ben Ráttky György huszárezredében alezredes lett. Ezredével végigharcolta a spanyol örökösödési háborút. Sikerei nyomán 1719-ben ezredesi rendfokozatot kapott.

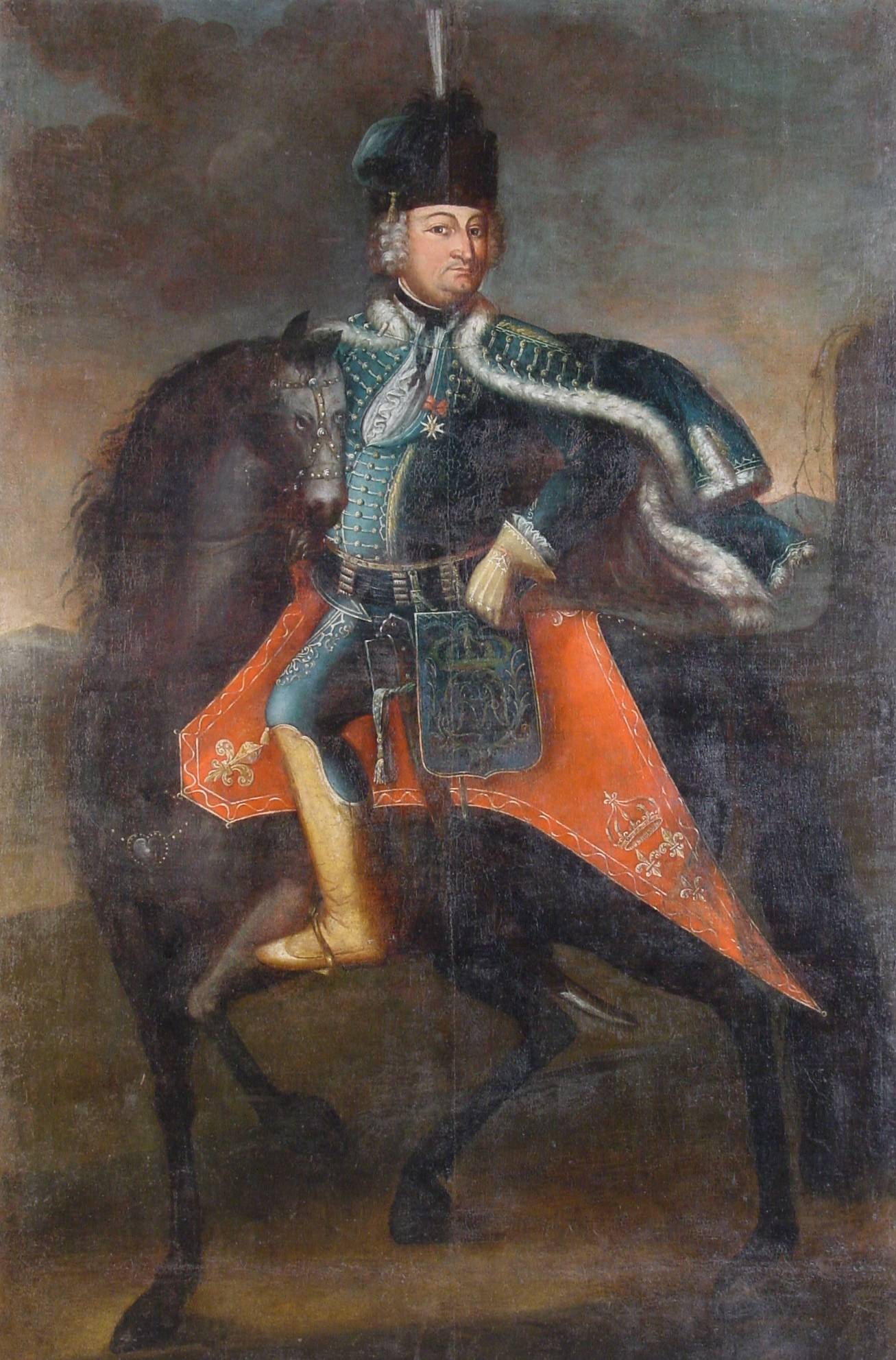
Ladislas Ignace de Bercheny brigadéros

Ebben a korban az Európa hadászatban nagy szerepet kapott a magyar huszár típusú könnyűlovasság. Ezt felismerve a francia katonai vezetés Bercsényit bízta meg a fegyvernem franciaországi megszervezésével. 1720-ban XV. Lajos francia király engedélyével Rodostóban magyar emigránsokból megszervezte a nevét viselő önálló francia huszárezredet. A Ráttky-féle ezred megszűnése után az így létrejött Bercsényi-ezred vetette meg az alapját a következő korszak híres francia könnyűlovasságának, így a napóleoninak is. A Bercsényi-huszárok ma is létező ezrede a legrégebben fennálló francia katonai egység (Les hussards de Bercheny; hivatalos nevükön 1er Régiment de Hussards Parachutistes (1er RHP), azaz Első huszár ejtőernyős ezred).
1726 decemberében megkapta a francia állampolgárságot. Huszárai élén részt vett a korabeli Franciaország minden nagy fegyveres konfliktusában; különösen kitüntette magát a lengyel örökösödési háborúban. 1734-ben brigadéros (dandártábornok) lett, majd 1738-ban tábori marsall. 1743-ban a francia huszárok főfelügyelője lett. 1744-ben, Elzász meghódítása után altábornagy. A következő évben Conti herceg visszavonulásának biztosításával tüntette ki magát. A huszárok mellett már a lovasság 32 további svadronya is a parancsnoksága alá tartozott.
Katonai tehetségét előmenetele mellett a Szent Lajos-rend adományozásával is elismerte a király, végül pedig, 1758. március 15-én megkapta a Franciaország marsallja címet, a legmagasabb francia katonai rendfokozatot. Személyes barátja lett Stanisław Leszczyńskinek, a trónjától megfosztott és Franciaországban élő lengyel királynak. Az ő birtokán élt annak haláláig, majd a saját kastélyában hunyt el, amit még 1729-ben vásárolt, a földesúri jogokkal együtt.

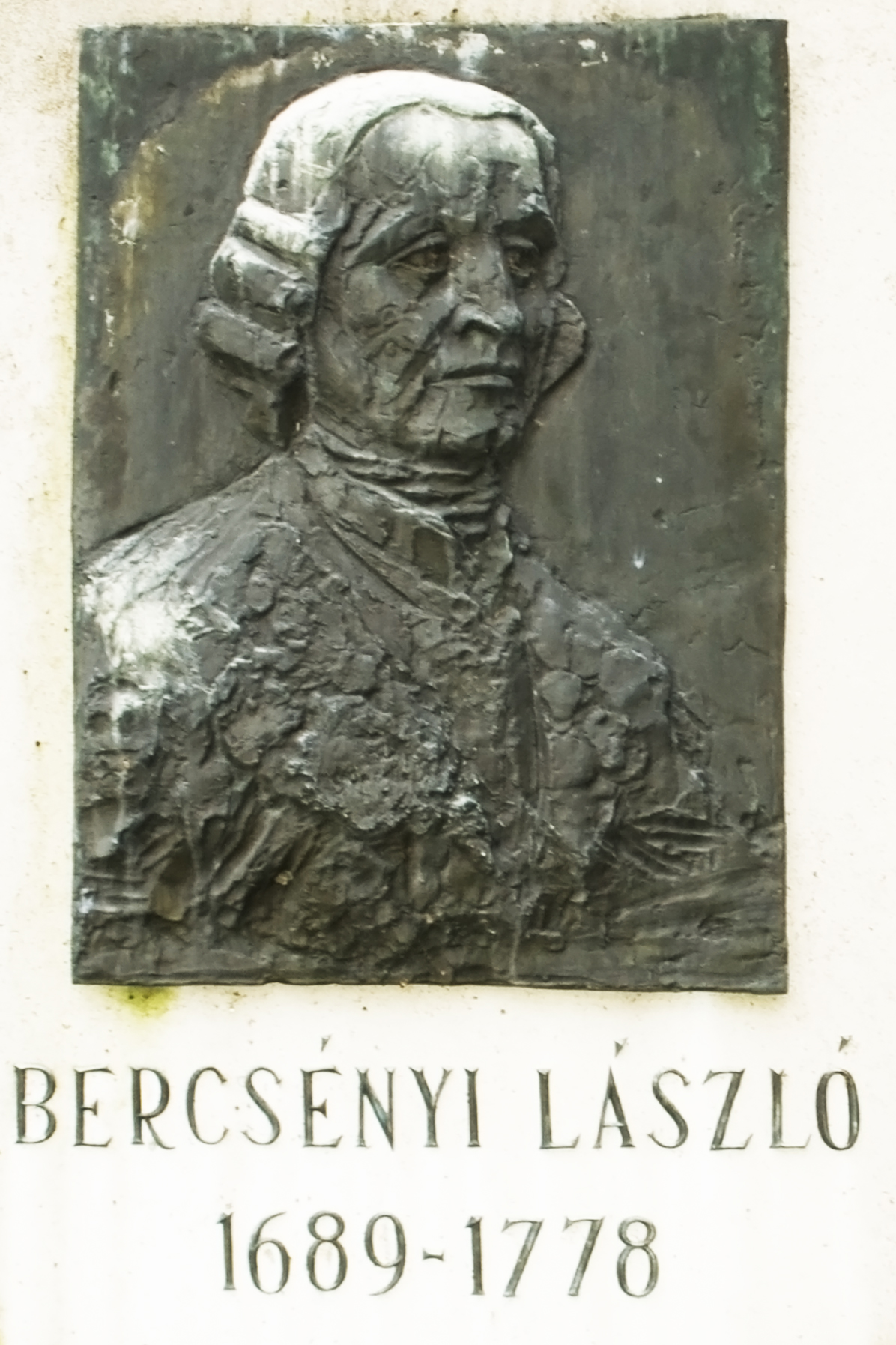
Arcmása domborművön a vajai Vay Ádám Múzeum parkjában

## Családja
1726. május 16-án vette feleségül Catherine Wiet de Girard-t, egy fiatal polgárlányt Haguenau-ból. 12 gyermekük közül hat érte meg a felnőttkort:
- László János (1726)
- Magdolna Katalin (1730-1795)
- Katalin Franciska (1731-1773) apáca
- Mária Zsófia (1732)
- Mária Anna (1733-1796)
- Zsuzsanna Felicia (1734)
- László János (1735-1742)
- Miklós Ferenc (1736-1762); neje: Agnés Victoire de Barthelot de Baye bárónő
- Erzsébet Felicia (1738)
- Szaniszló (1739-1740)
- Katalin Erzsébet (1742-1765)
- Ferenc Antal (1744-1810); első neje: Anna Louise Adelaide de Pange őrgrófnő; második neje: Prudence Thérése Adélaide de Santo Domingo őrgrófnő

## Magyarországi utóélete
Hazánkban a MH 34. Bercsényi László Különleges Műveleti Zászlóalj viseli a nevét.

## Külső hivatkozások
- A Szent Lajos-rend kitüntetettjei, Jean-François-Louis d'Hozier összeállítása, Párizs, 1817 Archiválva 2010. április 10-i dátummal a Wayback Machine-ben